# 陳令
陳令（15世紀—16世紀），字汝申，福建漳州府龍溪縣人，明朝政治人物。

## 生平
陳令是正德十一年（1516年）丙子科福建鄉試舉人，嘉靖十一年（1532年）授廬州通判，他學問豐富、節操端方，為民興利除害，州民愛戴他如母親一樣，因剛直忤逆上級降為江西都司斷事，不久改任潮州通判，遇上漳州饑荒，他拿出潮州糧食賑濟，又向上級請求開放賣糧，漳州人民得以存活，寫下功績刻碑在龍溪縣門。致仕回鄉後，他在家鄉整修墳墓、重建祭祀、建立宗祠，設置義學，身後入祀廬州名宦祠。

## 家族
子陳順之，任荊門州同知，有廉能名聲。

## 引用
1. 1 2  光緒《龍溪縣志·卷十六·人物》：陳令，字汝申，正德丙子舉人，授廬州通判，為民興利除害，以剛直忤上官調江西斷事，尋判潮州，值漳大饑，資潮粟以濟，潮民閉糶甚嚴，令力請開禁，漳民賴以全活，群勒碑於縣門，及致仕歸，脩墳墓、建祭業、立宗祠、設義學，卒祀廬州名宦。子順之，【同】知荊門州亦以廉能著績，州人特祠祀之。
2. ↑  光緒《續修廬州府志·卷二十七·名宦傳二》：陳令，字汝申，龍溪人，登乙科，嘉靖壬辰任廬州通判，優贍文學、志操端簡，民德之如戴慈母，竟以公廉忤時改斷事去。 明隆慶志